# 1029
| 1029               |
| ------------------ |
| Dødsfald - Fødsler |
|                    |

| Gregoriansk kalender | 1029 MXXIX              |
| Ab urbe condita      | 1782                    |
| Armensk kalender     | 478 ԹՎ ՆՀԸ              |
| Kinesiske kalender   | 3725 – 3726 戊辰 – 己巳 |
| Etiopisk kalender    | 1021 – 1022             |
| Jødisk kalender      | 4789 – 4790             |
| Hindukalendere       |                         |
| - Vikram Samvat      | 1084 – 1085             |
| - Shaka Samvat       | 951 – 952               |
| - Kali Yuga          | 4130 – 4131             |
| Iransk kalender      | 407 – 408               |
| Islamisk kalender    | 420 – 421               |

Konge i Danmark: Knud den Store 1019-1035
Se også 1029 (tal)

## Dødsfald
- Håkon Eiriksson, Jarl af Norge (født ca. 998)